# الديسة (محافظة خيبر)
الديسة قرية من قرى محافظة ضباء في منطقة تبوك في السعودية،